# Yakushima
Yakushima (japanski: 屋久島, što znači "otok Yaku") je najveći otoka u otočju Osumi (dio Ryū Kyū otočja) koje pripada prefekturi Kagoshima (Japan). Tjesnac Kaikyō ga dijeli od drugog najvećeg otoka Osumija,  Tanegashime, koji se nalazi odmah ispod najjužnijeg glavnog japanskog otoka, Kyushua. Najviša točka na otoku je vrh Miyanoura-dake visine 1.935 metara. Otok je najpoznatiji po gustom šumskom prekrivaču u kojemu raste jako staro sugi drveće (Cryptomeria) i veličanstveni rododendroni.
Upravno otok Yakushima pripada istoimenom gradu u kojemu se nalazi i zračna luka. Više od 50% električne energije na otoku se dobiva od vodika jer se na otoku nalazi Hondin pogon za istraživanje automobilskog pogona na vodik.
Cijeli otok pripada Nacionalnom parku Kirishima-Yaku, a od 1980. godine UNESCO je njegovih 18.958 hektara proglasio Rezervatom biosfere, da bi 1993. godine 10 ha njegove obale (Nagata-hama) Ramsarskom konvencijom bilo proglašeno za zaštićeno vlažno područje kao posljednje mrijestilište morske kornjače u sjevernom Pacifiku. God. 1993., 12,9 km² u njegovom nedirnutom središtu (Yakusugi) gdje uopće nema dokaza sječe drveta, upisano je na UNESCO-ov popis mjesta svjetske baštine u Aziji kao "jedinstven primjer prašume umjerenog pojasa.
Yakushima je, s 4-10.000 mm kiše godišnje po m², najvlažnije područje u Japanu, ali i jedno od najvlažnijih na svijetu. Postoji izreka koja kaže:
Jedini suhi dani su u jesen i zimu, dok su najkišniji dani u proljeće i ljeto, praćeni velikim klizištima tla. Yakushima je također i najjužnije područje Japana u kojemu sniježi, dok temperatura mora nikada ne pada ispod 19°C. 
Prašumu Yakusugi svake godine posjeti oko 300.000 posjetitelja, a vjeruje se kako je ona inspirirala scenografiju slavnog japanskog animiranog filma Princeza Mononoke.
- Jōmon Sugi, 5.000 godina staro drvo Cryptomeria japonica
- Vlažno područje Hananoego
- Kohananoego
- Slap Oko
- Yakusugi